# CORE JEWELS
COREJEWELS (コアジュエルス）は、2003年に創設された日本のジュエリーブランド。ブラックダイヤモンドジュエリーの先駆者的存在。テクノロジーと融合したコレクションなどハイジュエリーを展開。

## 名称
本質を意味する「CORE」に由来する。

## 概要
2003年にダイヤモンドを専門に扱うジュエラーとして活動していた山崎正典と、プロダクトデザイナーであった松前瞳により東京で創設。
当時は無名の存在だったブラックダイヤモンドをキーストーンに抜擢したコレクションや、
NFC( 近距離無線通信)を搭載したダイヤモンドジュエリーとSNSを融合したコレクションなどがあり、ダイヤモンドやゴールドをベースとしたファインジュエリー・ブライダルジュエリーなどを主に展開。
「PEERLESS | 征服されない石」を哲学とした前衛的なスタイルとハイクオリティにより、裏原宿系ストリートブランドやパリコレクションブランドへの別注アイテムの開発、大手ジュエリー企業へのデザイン提供などを請け負うようになった。
2005年 - 映画監督ティム・バートンと「ナイトメアー・ビフォア・クリスマス」（Disney）をテーマとしたダイヤモンドジュエリーを発表。
2006年 - 「スタージュエリー」が運営するジュエリーブランド「SJX 」表参道ヒルズ店オープンに際してコレクションを共同製作。
2006年 - 「fragment」×「SOPHNET.」 by COREJEWELS によるキーフックを製作。
2008年 - 「mastermind JAPAN 」とダイヤモンドスカルジュエリーを発表。
2008年 - 藤原ヒロシ主宰の「fragment」とブラックダイヤモンドシルクブレスレットを発表。
2010年  - 港区青山5丁目に、「COREJEWELS青山」をオープン。
2010年 - 「UNDERCOVER」とスタッズレザーブレスレットを発表。
2013年 - 写真家「森山大道」と10周年によるインスタレーション「SUBSTANCE」を開催。
2013年 - 「UNDERCOVER」と棘ブレスレット&ブラックダイヤモンド南京錠ネックレスを発表。
2013年 - 藤原ヒロシ主宰の「fragment」と結束バンドのダイヤモンドブレスレットを発表。
2014年 - 世界で初めて「NFC」を搭載したジュエリーコレクション 「one」を発表。
2015年 - 「SONY」（Xperia）と「NFC」搭載ジュエリーコレクション 「oneとのコラボレーションを発表。
2016年 - NY在住の現代美術家「松山智一」とカプセルコレクションを発表。
2017年 - 「NEIGHBORHOOD」とスピネルビーズネックレスを発表。
2019年 - 渋谷区神宮前2丁目に 「COREJEWELS原宿店」として移転。
2021年 - 「NEXUSVII.」」とのコラボレーションにより、メキシカンクロスを発表。
2022年 - 「Apple Watch」」専用ブレスレット「COREJEWLS FLC for Apple Watch」を発表。
2023年 - 「GR8」」とグリルズのカスタムメイドサービスを開始。